# Inés de Brandeburgo (1584-1629)
Inés de Brandeburgo (Berlín, 17 de julio de 1584-Amt Neuhaus, 26 de marzo de 1629) fue princesa de Brandeburgo por nacimiento, y duquesa de Pomerania y princesa de Sajonia-Lauenburgo por matrimonio.

## Biografía
Inés era un miembro de la Casa de Hohenzollern, hija del príncipe elector Juan Jorge de Brandeburgo (1525-1598) y de su tercer esposa, Isabel de Anhalt-Zerbst (1563-1607), hija del príncipe Joaquín Ernesto de Anhalt.
El 25 de junio de 1604, se casó en Berlín con el duque Felipe Julio de Pomerania-Wolgast (1584-1625). La pareja residía en el Castillo de Wolgast, y después de la muerte de Felipe, Inés vivió como viuda en el distrito de Barth. Dubslaff Christoph von Eickstedt auf Rothenklempenow, que había sido el concejal de su marido, le sirvió como canciller y capitán.
Inés se casó de nuevo el 9 de septiembre de 1628 con el príncipe Francisco Carlos de Sajonia-Lauenburgo (1594-1660), que era diez años más joven y servía como general en el ejército imperial. De sus dos matrimonios no tuvo hijos, e Inés murió el 26 de marzo de 1629, a los 44 años de edad.

## Ancestros
| Inés de Brandeburgo | Padre: Juan Jorge de Brandeburgo | Abuelo paterno: Joaquín II de Brandeburgo | Bisabuelo paterno: Joaquín I Néstor de Brandeburgo |
| Inés de Brandeburgo | Padre: Juan Jorge de Brandeburgo | Abuelo paterno: Joaquín II de Brandeburgo | Bisabuela materna: Isabel de Dinamarca             |
| Inés de Brandeburgo | Padre: Juan Jorge de Brandeburgo | Abuela materna: Magdalena de Sajonia      | Bisabuelo paterno: Jorge de Sajonia                |
| Inés de Brandeburgo | Padre: Juan Jorge de Brandeburgo | Abuela materna: Magdalena de Sajonia      | Bisabuela paterna: Bárbara Jagellón                |
| Inés de Brandeburgo | Madre: Isabel de Anhalt-Zerbst   | Abuelo materno: Joaquín Ernesto de Anhalt | Bisabuelo materno: Juan V de Anhalt-Zerbst         |
| Inés de Brandeburgo | Madre: Isabel de Anhalt-Zerbst   | Abuelo materno: Joaquín Ernesto de Anhalt | Bisabuela materna: Margarita de Brandeburgo        |
| Inés de Brandeburgo | Madre: Isabel de Anhalt-Zerbst   | Abuela materna: Inés de Barby-Mühlingen   | Bisabuelo materno: Wolfgang I de Barby-Mühlingen   |
| Inés de Brandeburgo | Madre: Isabel de Anhalt-Zerbst   | Abuela materna: Inés de Barby-Mühlingen   | Bisabuela materna: Inés de Mansfeld                |